# Manfred Rentsch
Manfred Rentsch (* 28. August 1929 in Mücka) ist ein ehemaliger deutscher Politiker und Funktionär der DDR-Blockpartei National-Demokratische Partei Deutschlands (NDPD). 
Rentsch stammt aus der preußischen Provinz Schlesien und schlug nach der Schule eine Lehrerausbildung ein. Er wurde wissenschaftlicher Mitarbeiter an der Akademie der Pädagogischen Wissenschaften der DDR im EDV - Forschungs- und Rechenzentrum Dresden in Schwepnitz. Er trat der nach dem Zweiten Weltkrieg in der Sowjetischen Besatzungszone neugegründeten NDPD bei. Bei den Wahlen zur Volkskammer war Rentsch Kandidat der Nationalen Front der DDR. Von 1967 bis 1986 war er Mitglied der NDPD-Fraktion in der Volkskammer der DDR.